# Elektrické topení

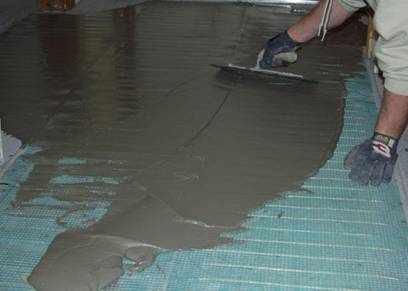
Instalace topné rohože

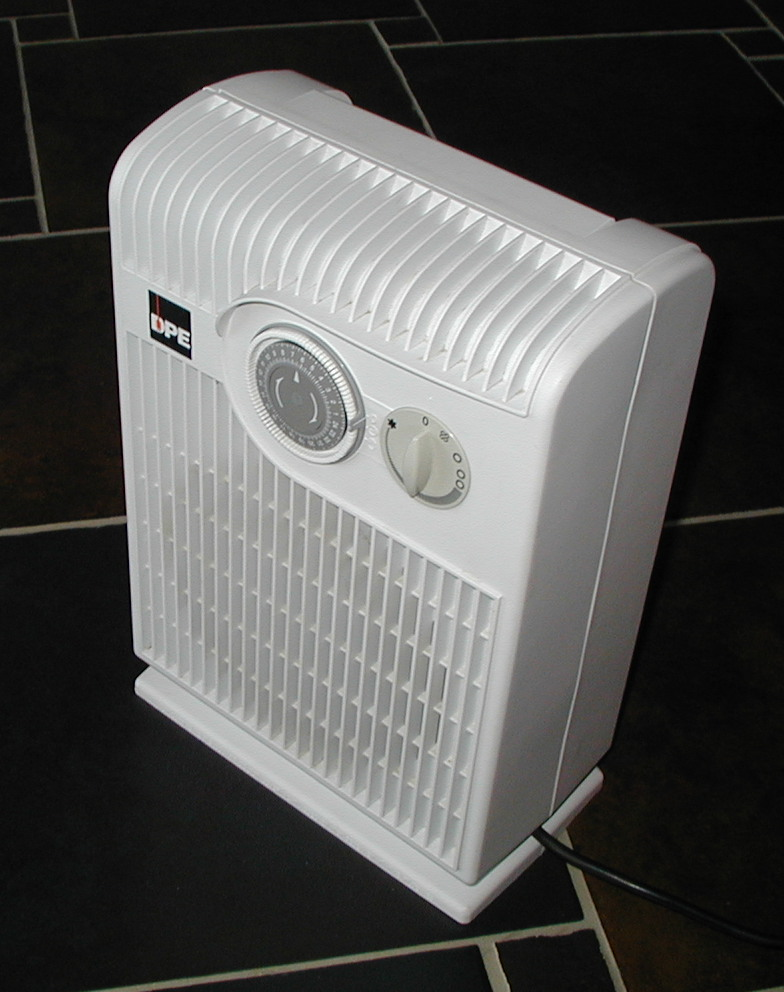
Topný ventilátor

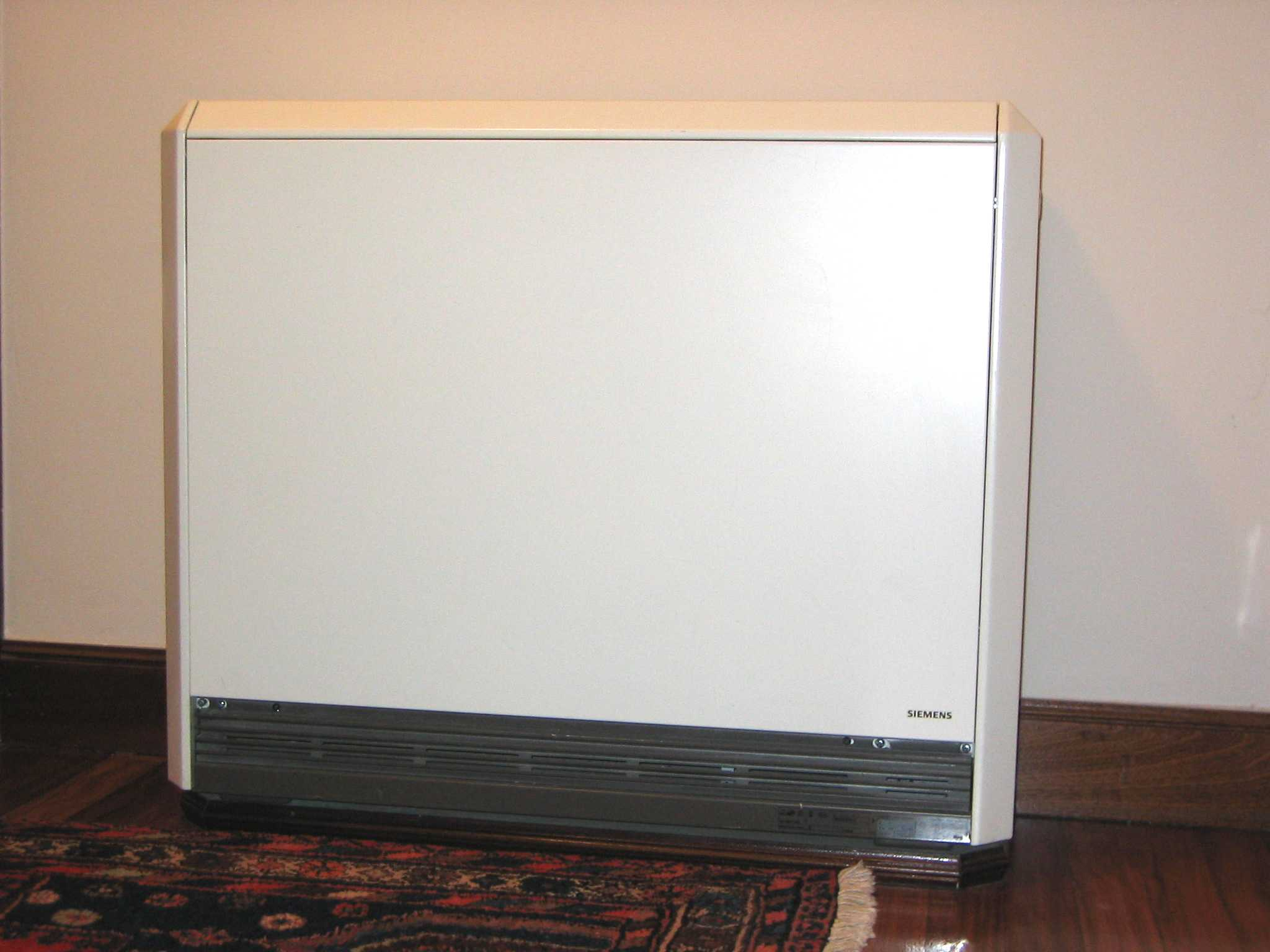
Akumulační kamna

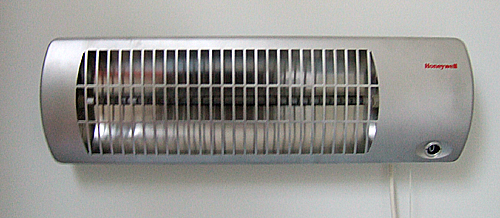
Infrazářič

Elektrické topení je souhrnný název pro elektrické spotřebiče určené k vytápění obytných, kancelářských i výrobních prostor. U elektrického topení vzniká teplo přímo přeměnou elektrické energie. Tento článek nezahrnuje přístroje používané k ohřevu teplé užitkové vody ani domácí spotřebiče určené k přípravě stravy, mytí nádobí, praní prádla a podobným činnostem. Stejně tak se článek nezabývá topidly, u kterých elektřina slouží pouze k regulaci, nebo pohání čerpadla a ventilátory, ale primární zdroj energie je jiný než elektrický.

## Základní rozdělení topných spotřebičů

### Odporový ohřev
- Vzduch je ohříván přímo průchodem kolem rozžhavených topných těles
  - Přímotopy (konvektory) bez ventilátoru. Plochá topná tělesa se umísťují napevno na nejchladnější místo v místnosti, zpravidla pod okno. Cirkulace vzduchu je usměrněna pouze pláštěm topného tělesa.
  - Topné ventilátory – kompaktní topná tělesa obsahují jak topný článek, tak ventilátor, který žene vzduch do prostoru. Jsou přizpůsobeny pro snadné přemisťování, mají mechanickou pojistku, která při převrácení topidlo vypne. Využívají se pro místní přitápění v rozlehlých prostorách dílen a skladů, které tak není nutné vytápět celé.
- Odporovým topným elementem se ohřívá minerální materiál. Teprve tento materiál sáláním ohřívá okolní vzduch.
  - Podlahové topení – topný kabel. Odporový kabel s přivařenými studenými konci (studenými proto, že jsou z dobře vodivé mědi a nehřejí) je připevněn na podlahu před zalitím vrchní vrstvou betonu. Výhodou je možnost položit kabel přesně tam, kde je třeba topit. Neklade se tam, kde se předpokládá umístění nábytku (typicky v kuchyni pod kuchyňskou linkou). Obdobný kabel se použije pro ohřev například okapových svodů nebo uzavíracích ventilů vody.
  - Podlahové topení – topné rohože. Odporový topný kabel je už od výrobce vlepen do pruhu síťoviny. Umísťuje se opět pod poslední vrstvu lité podlahy. Montáž je snazší, síťovina drží kabel ve správných rozestupech, ale je obtížné správně pokrýt členité půdorysy. Existují i typy vhodné pro ohřev komunikací. Není nutné v zimě odhrnovat sníh, topná rohož prohřeje dlažbu nebo litý beton, takže sníh roztaje.
  - Podlahové topení – topná fólie. Odporová vrstva je natištěna na plastové fólii. Fólie může být nalepena nejen pod podlahou, například pod deskami plovoucí podlahy, ale také na stropě nebo na stěně pod obkladačkami. Existují topné fólie menších rozměrů, určené k nalepení pod zrcadlo, pro zabránění orosování. V principu jsou topné fólie velmi tenké, jejich nosnou část tvoří dva slepené pásy uprostřed s odporovým topným prvkem - uhlíkovou pastou vyrobenou z jemného uhlíkového prachu, který je jinak využíván třeba pro výrobu náplní do tiskáren.[1]
  - Akumulační kamna – topné tyče jsou uloženy mezi akumulačními cihlami. Nabíjení kamen, tedy nahřívání cihel je řízeno pomocí HDO dodavatelem elektrické energie. Akumulační cihly i topné tyče jsou uzavřeny v tepelně izolovaném plášti.
    - Statická akumulační kamna bez ventilátoru vydávají teplo jen přirozeným prouděním vzduchu kolem cihel. Nelze je regulovat.
    - Dynamická akumulační kamna mají ventilátor, který prohání vzduch kolem akumulačních cihel. Spínáním ventilátoru, případně regulací otáček ventilátoru lze vybíjení kamen regulovat. Jako doplňkový prvek je možné do kamen namontovat pomocný topný článek, napojený mimo obvody řízené HDO. Ten funguje jako topný ventilátor i v době vyššího tarifu.
- Sálavé panely – odporový topný prvek v topidle se vlivem průchodu (odporem) elektrického proudu zahřívá a zároveň nahřívá i přední plochu. Velikost tepelného toku přenosu tepla sáláním je dána nejen materiálovými vlastnostmi emitujícího (topného) povrchu, ale i vzájemnou vazbou mezi spektrem přenášeného radiačního toku a spektrální pohltivostí absorbujícího povrchu. Přes tento povrch se tvoří požadovaná vlnová délka infračervené energie tzv. Infračervené záření. Tato energie se po dopadu na jakákoliv pevná tělesa mění v teplo – ohřívá všechny předměty, které jsou této energii vystavené. V případě vytápění jsou rozhodující materiály ve vytápěném prostoru, které mají schopnost akumulace ( stěny, podlahy, stropy apod.). Tato stavební konstrukce si dokáže teplo nahromadit a sekundárně jej vracet do vytápěného prostoru ( emisivita materiálů) a určovat svou teplotou tepelnou pohodu ve vytápěném prostoru. Právě ve schopnosti stavebních materiálů akumulovat „infrateplo“, spočívá princip nízkoteplotního infračerveného vytápění sálavými panely (někdy nazýváno jako "infratopení". Pokud mají navrhovaná tělesa sloužit pro zahřívání a sušení materiálů, které se vyznačují výraznými selektivními vlastnostmi, je možné podstatně zlepšit radiační vlastnosti topných těles výběrem optimálního selektivního povrchu a tím zefektivnit přenos tepla zářením mezi topným tělesem a daným materiálem. Optimální projekční uspořádání a vhodná konstrukce topných ploch zvyšující sálavou složku přestupu tepla, má při vytápění největší vliv na úsporu energie.

### Infraohřev
- Infražárovky – žárovky se standardní paticí ale baňkou ze skla, které dobře propouští infračervené záření. Sklo baňky mívá temně vínovou barvu. Infražárovky se často používají v teráriích.
- Infrazářiče, také quartzová topidla. Žárovka má tvar tenké trubice. V topidlech tohoto typu bývá trubic několik. Rozdíly v konstrukci zářičů, typu topného elementu a nosného materiálu, mají vliv na vnitřní a povrchovou teplotu zařízení. To má vliv na vlnovou délku produkovaného záření v rozmezí infračerveného spektra. Některé systémy jsou pak vhodnější k vytápění prostor s velkou akumulací, pokud dosahují alespoň běžně doporučované šířky (45 cm plná cihla) a některé jsou vhodné do prostor s menší akumulační schopností, ale dobrou izolací. Známé je využití pro dodatečný ohřev v koupelnách. Často se využívá pro místní ohřev v rozlehlých skladových a dílenských prostorách. Teplo se směřuje na přítomné osoby, zbytek skladu stačí vytápět na nižší teplotu. Existuje i provedení se zvýšenou odolností proti vlhkosti. To je použitelné například pro přitápění ve venkovních prostorách restaurací a v restauračních předzahrádkách. Výhodou infrazářičů je, že šetří až 60% nákladů v porovnání s ostatními systémy a při zapnutí okamžitě hřeje.

### Elektrokotle
Elektrokotle nejsou čistokrevným elektrickým topením. V systému teplovodního vytápění s trubkami, radiátory, čerpadlem je místo kotle s hořákem zařízení s elektrickými topnými patronami. Teplonosné médium (voda) proudí kolem topných patron a ohřívá se. Elektrokotel se užívá také jako doplňkový zdroj ve vytápěcí soustavě, kde základním topidlem je tradiční kotel na plyn nebo tuhá paliva. Ve zvláště chladných obdobích, kdy základní kotel nestíhá, zapojí se i elektrokotel. V období, kdy je třeba pouze přitápět a spuštění velkého kotle by nebylo efektivní, je možné topit pouze elektrokotlem. Nejlevnější elektrokotle stojí kolem 10 až 15 tisíc korun.

## Ovládání a regulace elektrického topení
Každé elektrické topidlo (mimo podlahového topení) má vestavěný spínač, kterým se odpojí mimo topnou sezónu. Akumulační kamna, přímotopy a některé typy podlahového vytápění jsou spínány také prostřednictvím signálů HDO. Dodavatel elektrické energie tak reguluje odběr v síti podle svých potřeb. Za to, že odběratel přenechá rozhodování o době zapnutí spotřebičů dodavateli energie, je odměněn nižší sazbou, kterou za energii v této době platí. Tam, kde se tato možnost využívá, jsou instalovány příslušné dvoutarifní elektroměry a období nižší sazby mohou využít všechny spotřebiče z takové přípojky napájené. Jemnou regulaci teploty v místnostech zajišťují termostaty. Nejjednodušší topidla (topné ventilátory) mají termostat zabudovaný v sobě. Vyregulovat správnou teplotu je obtížné. Větší komfort poskytují prostorové termostaty, které měří teplotu v místě pobytu osob a ovládají i vzdálené topidlo. Pro ovládání podlahového topení se užívají podlahové termostaty. Jsou odvozeny od prostorových, ale jejich čidlo (termočlánek) je na několikametrovém kabelu a je uloženo přímo v podlaze. Použití termostatů s jedinou nastavenou teplotou už dnes není příliš časté. Používají se spíše programovatelné termostaty s denním nebo týdenním programem. Ty dokážou udržovat v různých obdobích dne nebo týdne různé teploty, podle předpokládaného využití prostor. Pro ovládání kotlů existují bezdrátové termostaty. Měřicí a nastavovací část je umístěna v obytné prostoře, spínací část na kotli, bez nutnosti propojení kabelovým vedením. Používá se radiofrekvenční přenos.
Nejkomfortnější běžně dostupné termostaty jsou zatím ty, které lze konfigurovat pomocí SMS zpráv přes mobilní telefon.